# Frank Church
Frank Church (Boise, 1924. július 25. – Bethesda, 1984. április 7.) az Amerikai Egyesült Államok szenátora (Idaho, 1957–1981).

## Élete
A Frank Church szenátor által vezetett szenátusi különbizottság Richard Nixon bukása után, 1975-ben részletesen feltárta a CIA szerepét az 1973-as chilei katonai hatalomátvétel támogatásában és megállapításait közzétette az úgynevezett Church Reportban (Covert Action in Chile 1963-1973).